# František Kyncl
František Kyncl (21. listopadu 1934 Pardubice – 14. července 2011 Düsseldorf) byl český malíř a sochař, patřící mezi nejvýznamnější české konstruktivisty druhé poloviny 20. století. V roce 1968 nuceně emigroval do Německa a usadil se v Düsseldorfu, kde studoval na Akademii umění. Patřil k významným německým autorům tzv. düsseldorfského okruhu. V Německu vydával časopis Schwarz auf Weiss (Černé na bílém), který se zabýval českou nezávislou a exilovou výtvarnou scénou.

## Skupinové výstavy
- 2017 GENERATION ONE : První generace české postmoderny, Zámecký pivovar Litomyšl, 16. 6. – 6.7. 2017, kurátoři: David Železný a Federico Díaz, pořadatel: BOHEMIAN HERITAGE FUND a Cermak Eisenkraft[5]